# Kungliga Hovkapellets förtjänstmedalj

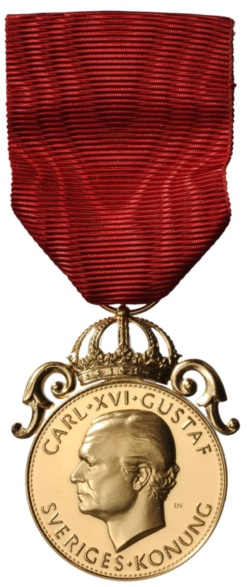
HovkGM

Kungliga Hovkapellets förtjänstmedalj eller Kungliga Hovkapellets medalj av åttonde storleken (HovkGM) är en halvofficiell medalj instiftad av H.M. Konungen i mars 2011 som utdelades första gången i Kungliga Operans guldfoajé den 27 januari 2012. Medaljen utdelas till medlemmar av Kungliga Hovkapellet som verkat inom orkestern i 25 år eller längre. Hittills (maj 2012) har 27 personer förlänats med utmärkelsen.
Första präglingsupplagan av HovkGM var för övrigt den sista medaljen som präglades vid Myntverket i Eskilstuna innan dess nedläggning.

## Utseende
Åtsidan pryds av H.M. Konungens profilbild samt av texten: CARL XVI GUSTAF, SVERIGES KONUNG. Frånsidan pryds i sin tur av en fanfartrumpet med trumpetfana med tre kronor på. Ovanför finns ett riksäpple krönt med en krona. Frånsidans text lyder: AV KUNGLIGA HOVKAPELLET.